# Olga Kirtschewa
Olga Atanassowa Kirtschewa (bulgarisch Олга Атанасова Кирчева; * 23. Mai 1903 in Sofia; † 11. Dezember 1978 ebenda) war eine bulgarische Schauspielerin.
Sie spielte am bulgarischen Nationaltheater in Sofia. Zu ihren wichtigsten Rollen gehörten die „Amme“ in Romeo und Julia, „Frau Warren“ in Frau Warrens Gewerbe und Mutter Courage. Darüber hinaus spielte sie in mehreren Filmen mit. Als Autorin wirkte sie 1974 an der Kurzdokumentation Elena Snezhina i Atanas Kirchev prez ochite na tehnite savremennitzi mit.
Kirtschewa wurde als Held der Sozialistischen Arbeit und mit dem Dimitroffpreis ausgezeichnet.

## Filmografie
- 1944: Rosiza
- 1955: Prasnik
- 1968: Prokurorat
- 1977: Das Schwimmbassin